# Spello
Spello (latinsky Hispellum) je italská obec v provincii Perugia v oblasti Umbrie. Leží jihovýchodně od Perugie a jižně od Assisi. V roce 2019 zde žilo 8700 obyvatel.

## Poloha
Město se rozkládá v údolí o nadmořské výšce kolem 270 m. Sousední obce jsou
Campello sul Clitunno, Assisi, Foligno, Trevi, Sellano a Spoleto.

## Dějiny
Místo je významnou archeologickou lokalitou pozdní antiky.
Antické umbrijské město Hispellum písemně zmínili již Plinius Strabo a Ptolemaios v období druhé punské války.
Město pravděpodobně založil císař Augustus jako kolonii (Colonia Julia Hispellum) pro vojenské veterány v letech 41-40 př. n. l.

## Památky
- Radnice s věží
- Venušina brána, římská stavba z 1. stol. př. n. l.
- Kostel Santa Maria Maggiore, na místě antického chrámu, poprvé připomínán 1159, fresky Pietro Perugino, kaple rodiny Baglioni: fresky Pinturicchio
- Kostely sv. Ondřeje, sv. Vavřince, sv. Klaudia
- Městská galerie (Pinacoteca civica e diocesana)
- Villa Fidelia

## Slavnosti
- L’infiorata di Spello - církevní svátek a procesí Božího Těla je spojen s květinovou slavností, mozaikovou výsadbou květinových záhonů

## Galerie

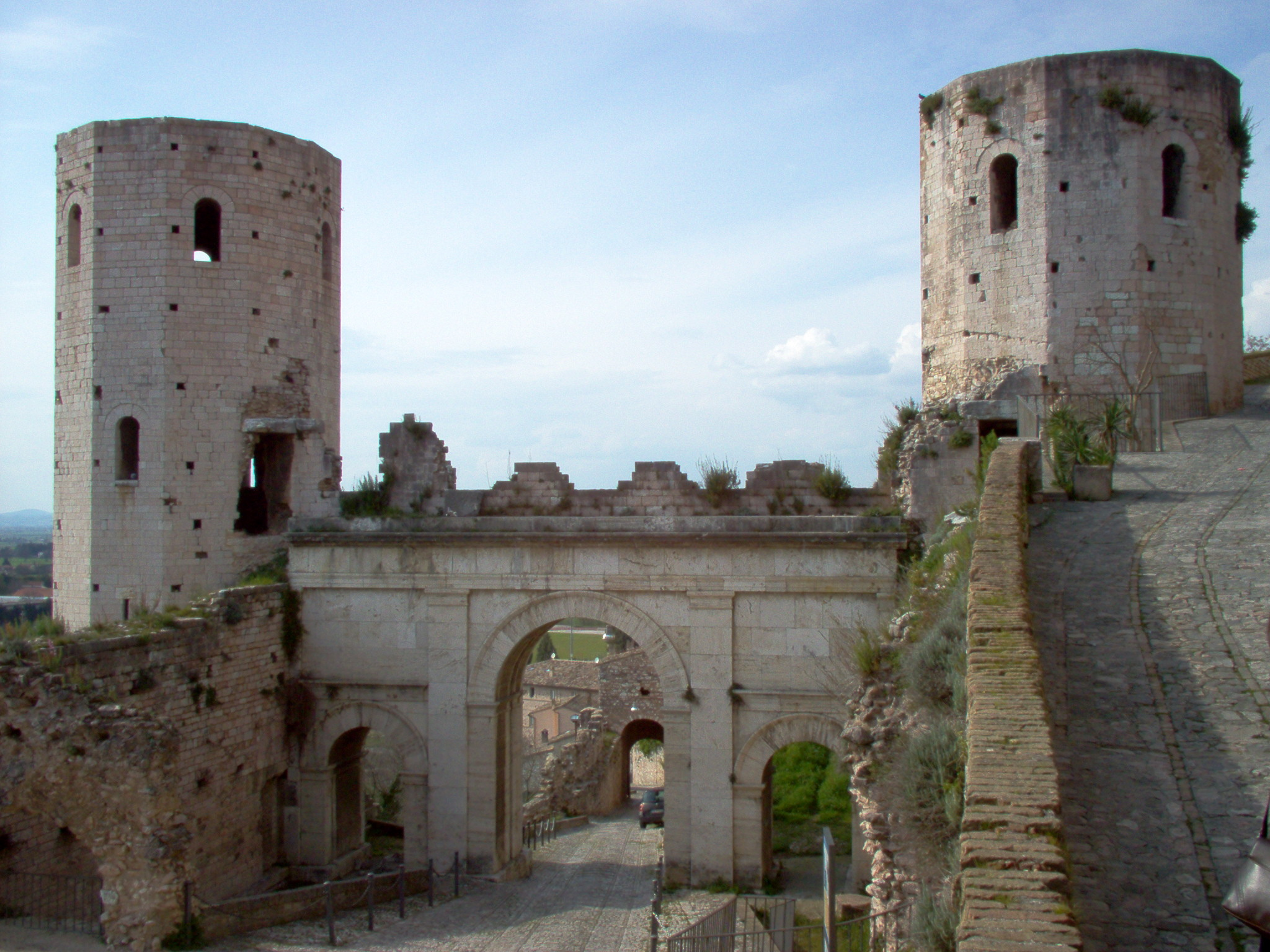
Venušina brána
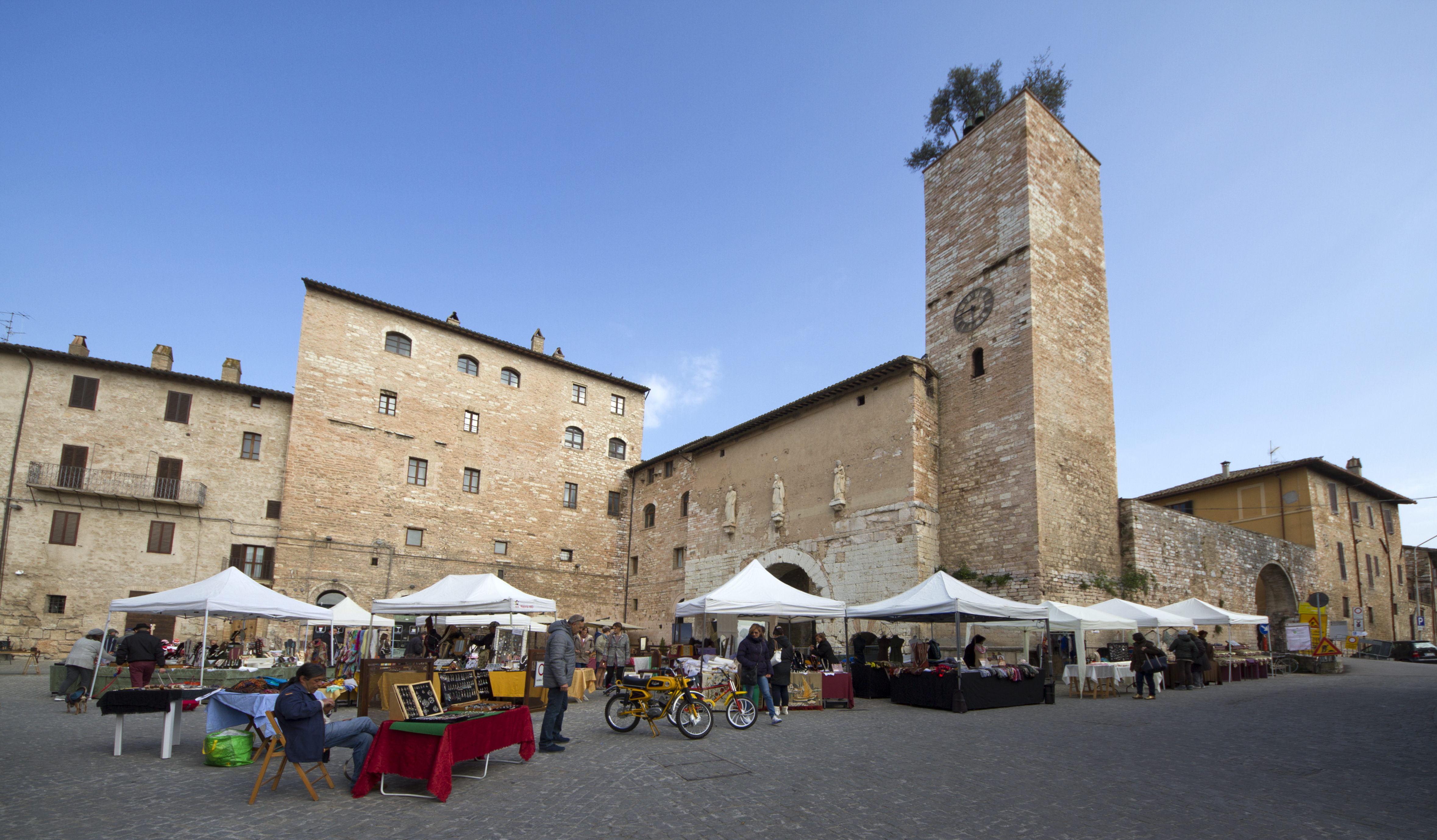
Radnice
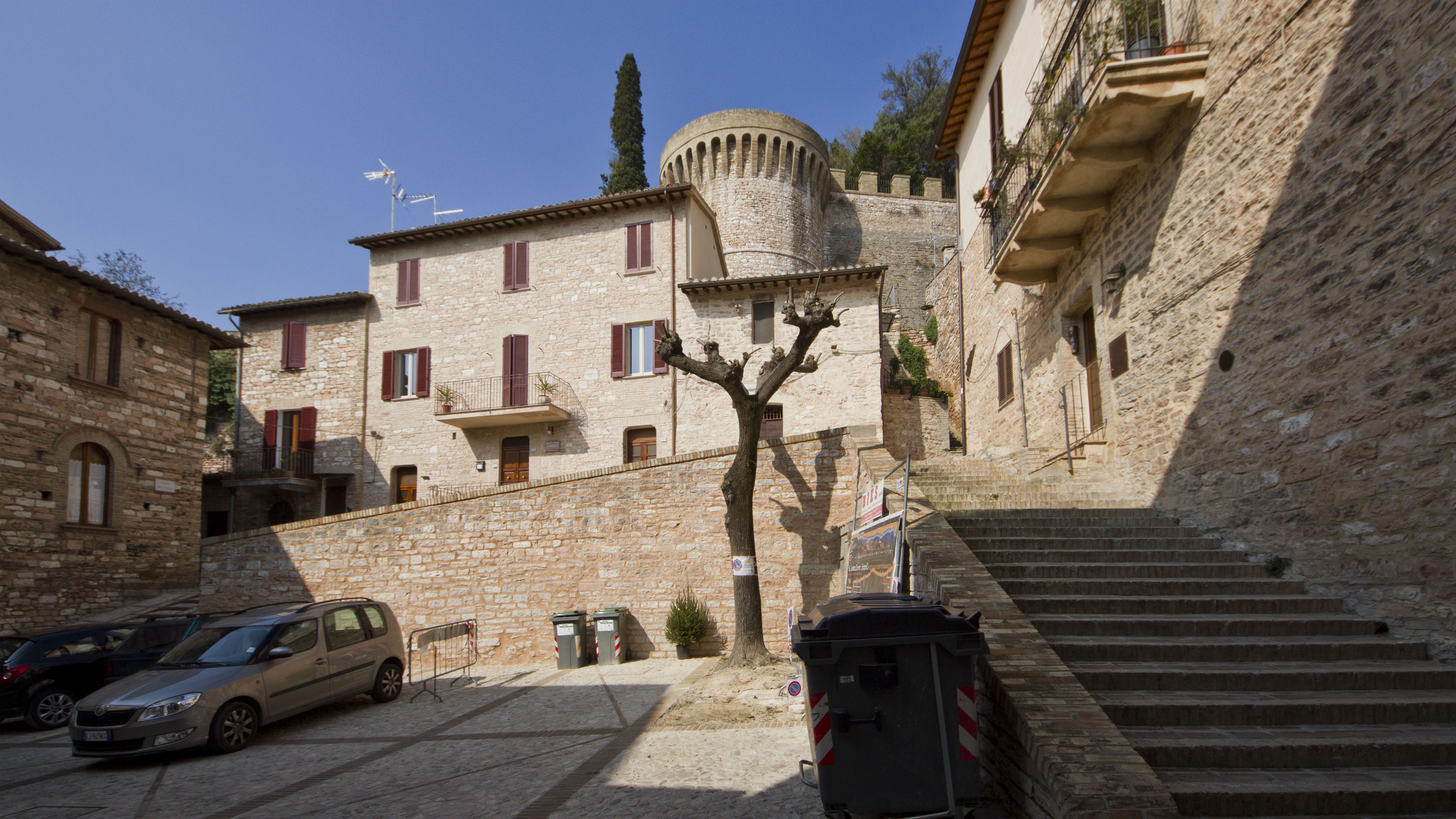
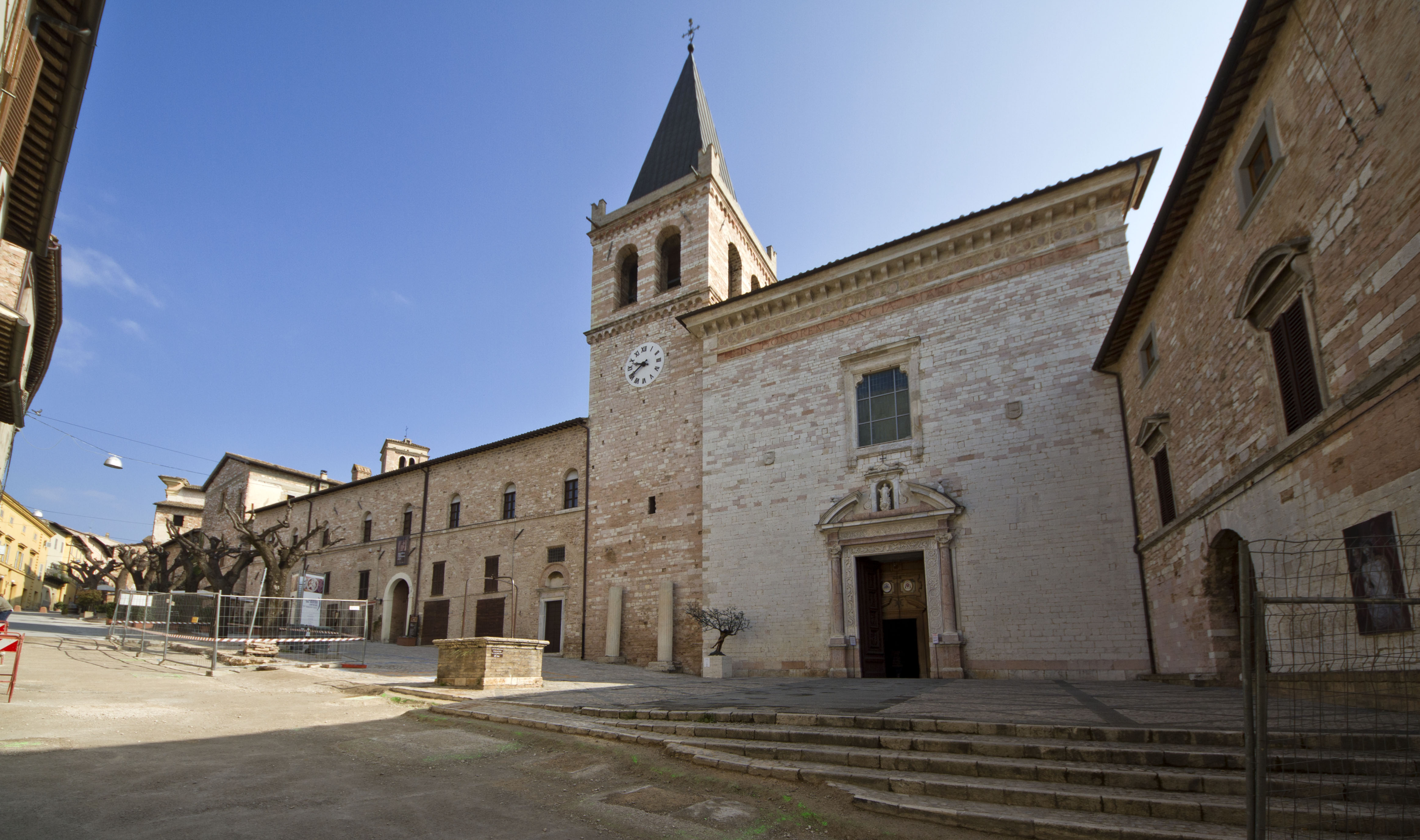
Santa Maria Maggiore
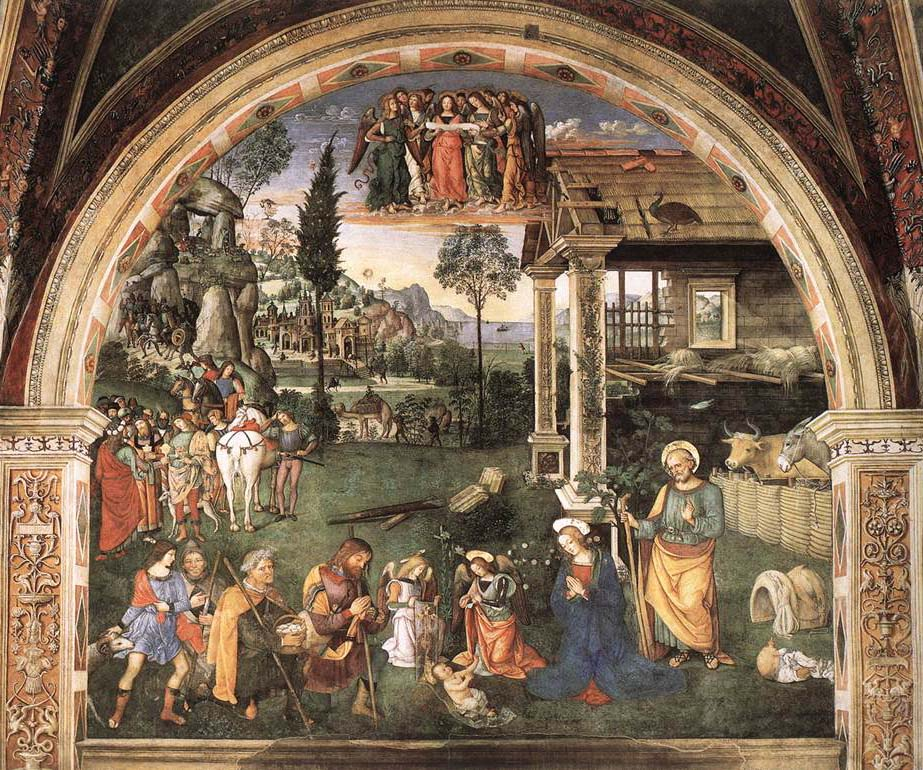
Kaple Baglioni
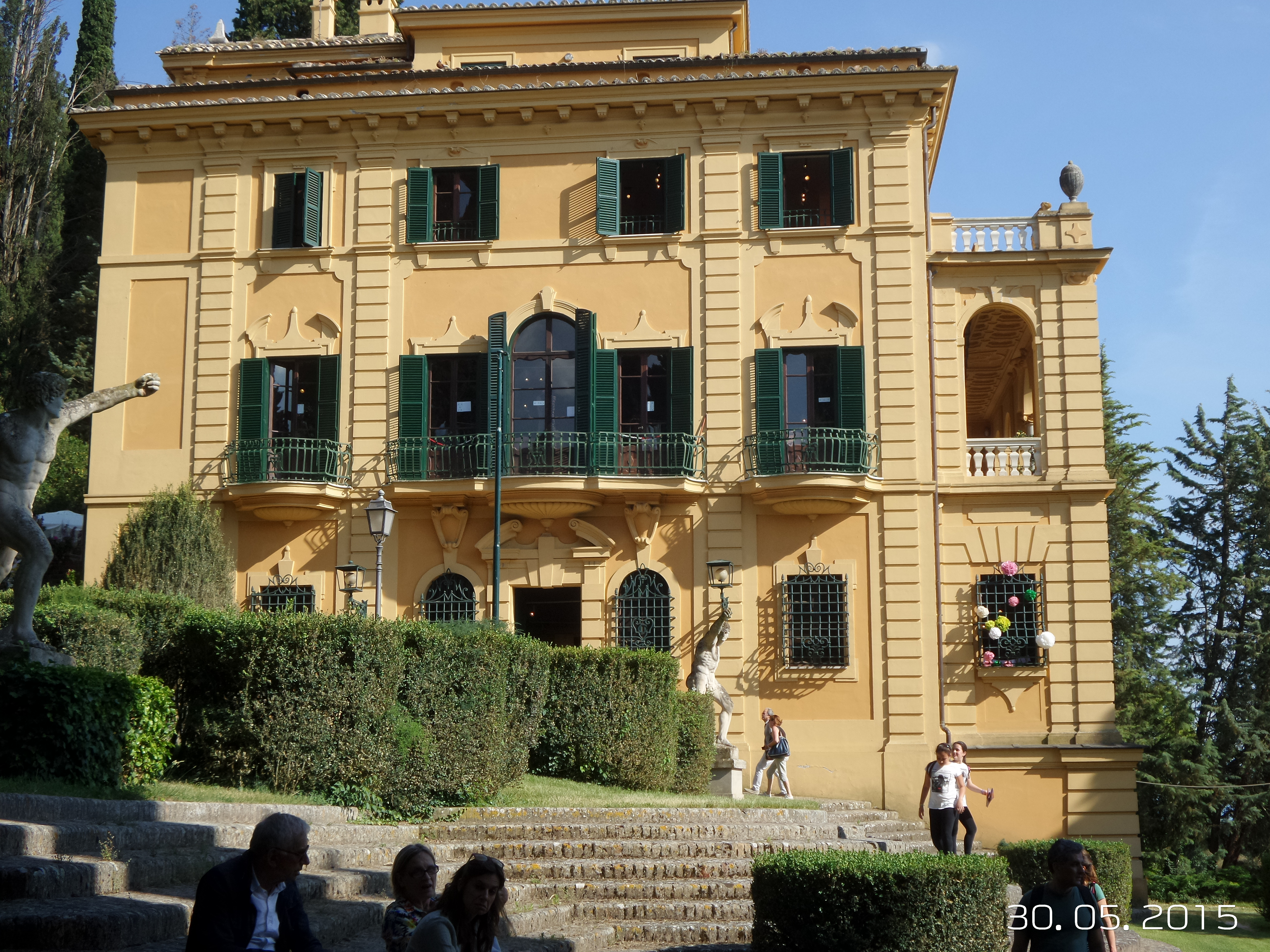
Villa Fidelia